# Trametes manilaensis
Trametes manilaensis är en svampart som först beskrevs av Lloyd, och fick sitt nu gällande namn av Teng 1963. Trametes manilaensis ingår i släktet Trametes och familjen Polyporaceae.   Inga underarter finns listade i Catalogue of Life.